# Lorenza Ghinelli
Pour les articles homonymes, voir Ghinelli.
Lorenza Ghinelli, née le 10 octobre 1981 à Cesena, en Émilie-Romagne, est une romancière et scénariste italienne.

## Biographie
Elle naît à Cesena et grandit à Rimini. Elle suit les cours de l'école Holden de Turin. De 2009 à 2012, elle collabore avec la société de production Taodue (it) comme éditrice et scénariste, participant notamment à l'écriture de plusieurs épisodes de la série télévisée Il tredicesimo apostolo (it).
Elle publie en 2011 un premier roman, le thriller fantastique Le Dévoreur (Il Divoratore). Avec son second roman, La Colpa, elle est finaliste du prix Strega. Elle poursuit depuis sa carrière d'écrivain en Italie.

## Œuvre

### Romans
- Il Divoratore (2011) Publié en français sous le titre Le Dévoreur, traduction d’Anaïs Bokobza Paris, Presses de la Cité, coll. « Sang d’encre », 2012 (ISBN 978-2-258-09050-7)
- Just Another Spy Tale (2011), écrit en collaboration avec Simone Sarasso et Daniele Rudoni
- La Colpa (2012)
- Il Cantico dei suicidi (2012)
- Sogni di sangue (2013)
- Con i tuoi occhi (2013)
- Almeno il cane è un tipo a posto (2015)